# Phanocles decorus
Phanocles decorus är en insektsart som beskrevs av Oliver Zompro 200. Phanocles decorus ingår i släktet Phanocles och familjen Diapheromeridae. Inga underarter finns listade i Catalogue of Life.